# Żytnoje (obwód astrachański)
Żytnoje (ros. Житное) – wieś w Rosji, w obwodzie astrachańskim, w rejonie ikrianińskim. W 2021 liczyła 1701 mieszkańców.